# Scinax imbegue
Scinax imbegue es una especie de anfibio anuro de la familia Hylidae.

## Distribución geográfica
Esta especie es endémica de Brasil. Se encuentra con Santa Catarina en el sur del estado de São Paulo.  Prefiere bosques abiertas en las mesetas atlánticas.

## Publicación original
- Nunes, Kwet & Pombal, 2012: Taxonomic revision of the Scinax alter species complex (Anura: Hylidae). Copeia, vol. 2012, n.º 3, p. 554-569.[3]